# Fujiwara no Fusako
Fujiwara no Fusako, även känd som Takatsukasa Fusako (鷹司房子) och Shinjōsaimon-in, född 12 oktober 1653, död 19 maj 1712, var en kejsarinna, gift med kejsar Reigen av Japan.

## Biografi
Fujiwara no Fusako var dotter till ministern Takatsukasa Norihira, som tillhörde klanen Fujiwara. Hon placerades år 1670 vid kejsarens hov som hovdam: under Edoperioden hade den japanska kejsaren sällan varken kejsarinnor, bihustrur eller konkubiner, men fick barn med sina hovdamer. Hon fick en dotter, Masako (1673–1746). Under hennes tid vid hovet inträffade branden av det kejserliga palatset 1673 och 1676. Hon fick år 1682 titeln kejsarinna, vilket var en av endast fyra gånger detta inträffade under Edoperioden. Hennes make abdikerade år 1687, och hon fick då det buddhistiska namnet Shinjōsaimon-in.